# Literatura indigenista
La literatura indigenista es una corriente literaria que trata sobre los indígenas de América Latina y sus problemáticas.[cita requerida] La misma se desarrolla a partir de la década de 1920, principalmente en aquellos países americanos donde es mayor la proporción de población indígena, tales como Perú, Bolivia, Chile, Ecuador, México y América Central. 
La literatura indigenista retrata a los indios como personas primitivas e ignorantes que no pueden mejorar su posición en la vida sin ayuda externa; son víctimas que necesitan forasteros para protegerlos.[cita requerida] La solución para mejorar su situación es que a través de la educación pueden ser elevados y asimilados en la cultura dominante. Rara vez se reconocen sus culturas y valores indígenas como valiosos y dignos de protección.
Esta corriente literaria suele incluir en sus obras reflexiones críticas sobre la sociedad, por lo general denunciando situaciones de  marginación y explotación de la población indígena en el armado social de un país.[cita requerida]

## Ecuador
Ecuador posee un grupo de novelistas cuyas obras fueron influenciadas por corrientes intelectuales indigenistas. Claudio Malo González ha señalado que es quizás en el área de la literatura, que el indigenismo en Ecuador ha alcanzado su más alto nivel de expresión. Sin embargo, las descripciones sociológicas de Jaramillo del sufrimiento de los indios en El indio ecuatorian tuvieron una fuerte influencia en el desarrollo de temas en la literatura indigenista en Ecuador.
Leon Bright contrapone "la novela indianista, que representa románticamente al indio como un noble salvaje" con "la novela indigenista que trata de dar una explicación realista de los sufrimientos de la población nativa en su lucha para ganar justicia social. " Ejemplos de novela indianista, son las obras de James Fenimore Cooper o Cumandá (1879) del autor ecuatoriano Juan León Mera, que es una historia de amor romántica de un indio Shuar en Amazonas. 
Por lo general se considera a la obra Plata y bronce de Fernando Chaves (1927), como la primera novela indigenista ecuatoriana. El ejemplo más conocido, sin embargo, de esta tradición es la novela Huasipungo (1934) de Jorge Icaza, considerada  el principal ejemplo de novela indigenista de Ecuador. Este trabajo ayudó a definir la naturaleza de la literatura indigenista en América Latina. La novela se centra en la persecución y la opresión que los campesinos pobres de las tierras altas (huasipungueros) enfrentaron a manos de los grandes terratenientes y la represión a la que se enfrentaron cuando se alzaron en defensa de sus pequeñas parcelas.

## Perú
El movimiento literario indigenista en Perú, por una parte exalto la importancia del imaginario y la sociedad indígena, reivindicó los valores de los pueblos originarios y su cultura, y denunció las condiciones misérrimas en las que vivían los indígenas.  Una figura prominente fue Luis E Valcárcel quien en su obra Tempestad en los Andes manifiesta un indigenismo de denuncia, pero a la vez de reivindicación de la cultura andina. Es considerado el evangelio del indigenismo.  Por su parte Enrique López Albújar es reconocido como uno de los gestores del indigenismo, su obra Cuentos andinos (1920) es una de los primeros escritos en la vertiente indigenista.
José María Arguedas autor de novelas y cuentos que hacen que sea considerado como uno de los tres grandes representantes de la narrativa indigenista en el Perú, junto con Ciro Alegría y Manuel Scorza. Introdujo en la literatura indigenista una visión interior más rica e incisiva. La cuestión fundamental que se plantea en sus obras es la de un país dividido en dos culturas (la andina de origen quechua y la occidental, traída por los españoles), que deben integrarse en una relación armónica de carácter mestizo.
Ciro Alegría Bazán en las obras de su autoría relata las vivencias de los indígenas del norte del Perú.

## Autores, obras y libros
Entre los autores de literatura indigenista se destacan: 
- Alcides Arguedas - Bolivia, quien escribiera Raza de bronce (1919)
- Jorge Icaza[3] - Ecuador, autor de Huasipungo (1934)
- Luis E. Valcárcel - Perú, autor de Tempestad en los Andes (1927)
- Ciro Alegría - Perú, autor de El mundo es ancho y ajeno (1941)
- José María Arguedas[4] - Perú, con su obra Los ríos profundos (1958)
- Manuel Scorza[5] - Perú, con su obra en cinco partes La guerra silenciosa (1970-1978)
- Mauricio Magdaleno[6]- México, El resplandor (1937)
- Rosario Castellanos[7] - México,  que se destaca por su obra Balun canan (1957)